# Giovanni Gentile
Giovanni Gentile ([dʒoˈvanni dʒenˈtiːle); 30. května 1875, Castelvetrano – 15. dubna 1944, Florencie) byl italský neohegeliánský idealistický filozof a politik.

## Názory
Sám sebe popisoval jako filozofa fašismu a byl také ghostwriterem, který pro Benita Mussoliniho napsal Doktrínu fašismu.

## Smrt

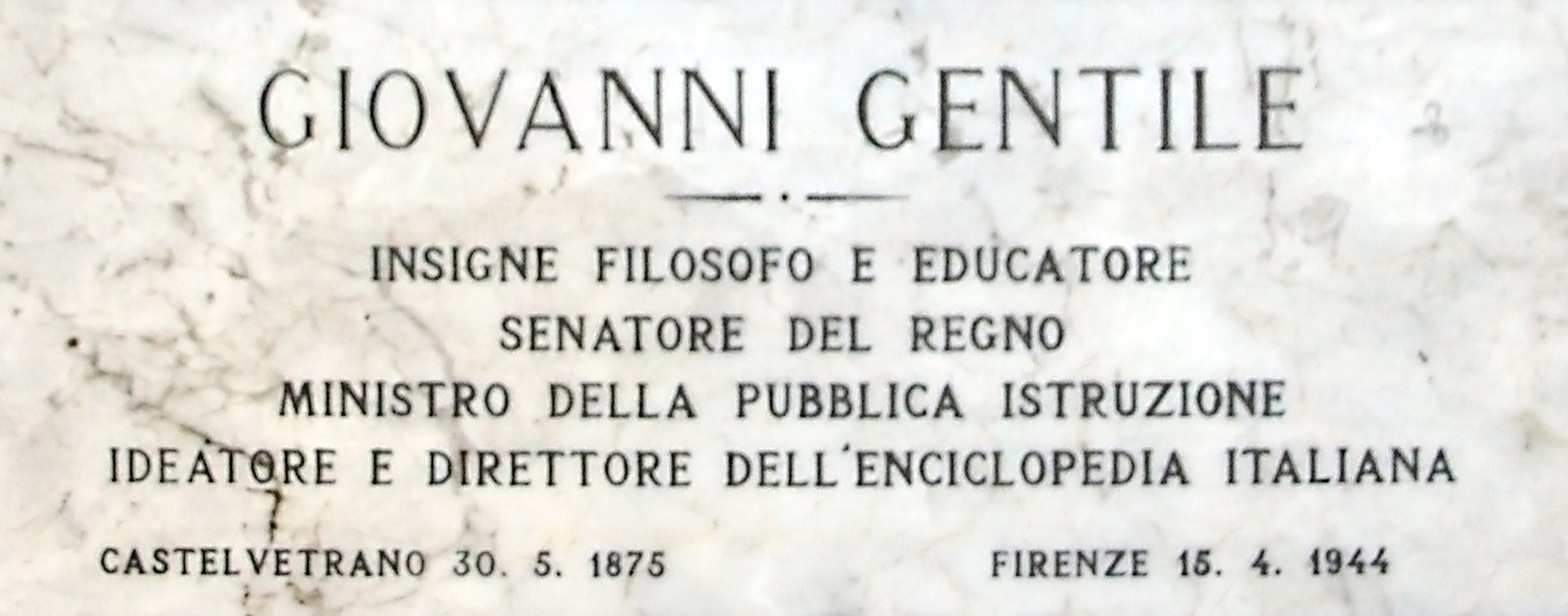
Nápis na náhrobku ve florentském kostele Santa Croce

V roce 1944 byl zavražděn příslušníky italského hnutí odporu z komunistické partyzánské skupiny GAP (Gruppi di Azione Patriottica). Je pohřben v kostele Santa Croce.

## Kritika
Katolická církev zařadila Gentilovy spisy do Indexu zakázaných knih.